# Liste der denkmalgeschützten Objekte in Heidenreichstein
Die Liste der denkmalgeschützten Objekte in Heidenreichstein enthält die 23 denkmalgeschützten, unbeweglichen Objekte der Gemeinde Heidenreichstein.

## Denkmäler
| Foto |                 | Denkmal                                                                                 | Standort                                             | Beschreibung | Metadaten |
| ---- | --------------- | --------------------------------------------------------------------------------------- | ---------------------------------------------------- | --- | --- |
| ja   | Datei hochladen | Ortskapelle Altmanns HERIS-ID: 29399 Objekt-ID: 26044                                   | Standort KG: Altmanns                                | Die im Jahr 1836 errichtete Ortskapelle hl. Familie ist ein schlichter Bau mit Satteldach und fünfseitiger Apsis. Sie hat Rundbogenfenster mit Faschen und einen Dachreiter mit Zwiebelhelm. Das Altarblatt Maria Immaculata stammt aus dem 19. Jahrhundert. Zur weiteren Ausstattung zählt eine Schnitzfigur der Maria mit Kind in barockem Stil. | BDA-Hist.: Q37926416 Status: § 2a Stand der BDA-Liste: 2025-06-30 Name: Ortskapelle Altmanns GstNr.: 84                                                                                          |
| ja   | Datei hochladen | Ortskapelle Dietweis HERIS-ID: 29401 Objekt-ID: 26046                                   | Standort KG: Dietweis                                | Die im Jahr 1890 errichtete Ortskapelle am Anger von Dietweis ist ein dreiseitig geschlossener, innen flachgedeckter Bau mit Dachreiter. Ihr klassizistischer Altar des 19. Jahrhunderts trägt ein Altarblatt mit einer Darstellung der Heiligen Familie. | BDA-Hist.: Q37926427 Status: § 2a Stand der BDA-Liste: 2025-06-30 Name: Ortskapelle Dietweis GstNr.: 703/2                                                                                       |
| ja   | Datei hochladen | Ortskapelle Zum Guten Hirten HERIS-ID: 29403 Objekt-ID: 26048                           | Standort KG: Eberweis                                | Die Ortskapelle Zum guten Hirten ist eine Wallfahrtskapelle östlich des Angerdorfes Eberweis, an der Straße nach Heidenreichstein. Der Bau aus dem frühen 19. Jahrhundert wurde 1859 erneuert und 1866 renoviert. Die dreijochige Kapelle hat eine Ortsteinrahmung, gefaschte Rundbogenfenster und eine mit 1859 bezeichnete Giebelfassade. Der Ostturm erhebt sich über der rechteckigen Apsis und ist von einem Pyramidendach gedeckt. An der Südseite ist eine Sakristei angebaut. Der Innenraum verfügt über Platzlgewölbe über Gurtbögen, die auf eingezogenen Wandpfeilern ruhen. Der eingezogene Apsisbogen ist mit einem umlaufenden Kämpfergesims ausgestattet. Die Apsis selbst zeigt ein Kreuzgratgewölbe und Stuckauflagen. Der klassizistische Ädikulaaltar ist ein Werk des 19. Jahrhunderts. | BDA-Hist.: Q37926440 Status: § 2a Stand der BDA-Liste: 2025-06-30 Name: Ortskapelle Zum Guten Hirten GstNr.: 370                                                                                 |
| ja   | Datei hochladen | Figurenbildstock hl. Johannes Nepomuk HERIS-ID: 64958 Objekt-ID: 77736                  | Standort KG: Eberweis                                | Anlässlich der Errichtung der Brücke über den Braunaubach in Eberweis wurde auch eine Johannes-Nepomuk-Statue aufgestellt. Dabei handelt es sich um einen von mehreren Abgüssen einer in Budweis stehenden Statue des Heiligen. | BDA-Hist.: Q38108744 Status: § 2a Stand der BDA-Liste: 2025-06-30 Name: Figurenbildstock hl. Johannes Nepomuk GstNr.: 501/1 Statue of John of Nepomuk, Eberweis                                  |
| ja   | Datei hochladen | Ortskapelle Guttenbrunn HERIS-ID: 29407 Objekt-ID: 26052                                | Standort KG: Guttenbrunn                             | Die Kapelle wurde im 19. Jahrhundert am Ostrand des Angers von Guttenbrunn erbaut. Der innen flachgedeckte Bau hat eine Halbkreisapsis, einen Dachreiter und einen klassizistischen Altar. | BDA-Hist.: Q37926467 Status: § 2a Stand der BDA-Liste: 2025-06-30 Name: Ortskapelle Guttenbrunn GstNr.: 46 Ortskapelle Guttenbrunn (Heidenreichstein)                                            |
| ja   | Datei hochladen | Ortskapelle Haslau HERIS-ID: 29408 Objekt-ID: 26053                                     | Haslau 60 Standort KG: Haslau                        | Die Kapelle wurde im 19. Jahrhundert im Norden des dreieckigen Angers von Haslau errichtet. Der innen flachgedeckte Bau hat eine tonnengewölbte dreiseitige Apsis und gefaschte Rundbogenfenster. Im Inneren beherbergt sie die barocke Figurengruppe Krönung Mariens aus der ersten Hälfte des 18. Jahrhunderts. | BDA-Hist.: Q37926481 Status: § 2a Stand der BDA-Liste: 2025-06-30 Name: Ortskapelle Haslau GstNr.: 60                                                                                            |
| ja   | Datei hochladen | Pfarrhof HERIS-ID: 29395 Objekt-ID: 26040                                               | Kirchenplatz 4 Standort KG: Heidenreichstein         | Der zweigeschoßige Pfarrhof wurde von 1807 bis 1808 errichtet. Er verfügt über ein Mansardenwalmdach und hat vor seiner platzlgewölbten Durchfahrt ein Rundbogenportal mit Steingewände. | BDA-Hist.: Q37926374 Status: § 2a Stand der BDA-Liste: 2025-06-30 Name: Pfarrhof GstNr.: 17 |
| ja   | Datei hochladen | Burg Heidenreichstein HERIS-ID: 29396 Objekt-ID: 26041                                  | Schremser Straße 1 Standort KG: Heidenreichstein     | Burg Heidenreichstein ist die größte erhaltene mittelalterliche Wasserburg in Niederösterreich. Die Hochburg mit Bergfried ist im Kern romanisch und wurde im Spätmittelalter erweitert. | BDA-Hist.: Q491197 Status: Bescheid Stand der BDA-Liste: 2025-06-30 Name: Burg Heidenreichstein GstNr.: 230, 231, 232, 233 Burg Heidenreichstein                                                 |
| ja   | Datei hochladen | Schule HERIS-ID: 29394 Objekt-ID: 26039                                                 | Schulgasse 2 Standort KG: Heidenreichstein           | Die späthistoristische Schule wurde 1904 nach Plänen des Architekten Josef Wellisch erbaut und erhielt 1927 einen Zubau. Das dreigeschoßige Eckhaus hat einen übergiebelten Eckrisalit und eine späthistoristische Fassade mit secessionistischen Elementen. | BDA-Hist.: Q37926358 Status: § 2a Stand der BDA-Liste: 2025-06-30 Name: Schule GstNr.: 104 |
| ja   | Datei hochladen | Johannes Nepomuk-Kapelle HERIS-ID: 29370 Objekt-ID: 26013                               | Stadtberg 1, gegenüber Standort KG: Heidenreichstein | Die Johannes-Nepomuk-Kapelle stammt aus dem zweiten oder dritten Viertel des 18. Jahrhunderts. Sie hat einen geschwungenen Rundgiebel, ist durch Pilaster gegliedert und verfügt über ursprünglich ausgemalte Stuckornamente. Im Inneren befindet sich eine Nepomukfigur aus dem späten 18. Jahrhundert. | BDA-Hist.: Q37926193 Status: Bescheid Stand der BDA-Liste: 2025-06-30 Name: Johannes Nepomuk-Kapelle GstNr.: 1255/2                                                                              |
| ja   | Datei hochladen | Pranger HERIS-ID: 29385 Objekt-ID: 26030                                                | Stadtplatz Standort KG: Heidenreichstein             | Der Pranger wurde 1831 in Erneuerung eines Vorgängers von 1688 erbaut. Der Schaft der Säule, auf der die Rolandsfigur steht, verfügt über ein Prangerglöckchen, die sogenannte Bierglocke, mit der früher die Sperrstunde eingeläutet wurde. | BDA-Hist.: Q37926282 Status: § 2a Stand der BDA-Liste: 2025-06-30 Name: Pranger GstNr.: 1384/11 Pranger Heidenreichstein                                                                         |
| ja   | Datei hochladen | Brunnen HERIS-ID: 29386 Objekt-ID: 26031                                                | Stadtplatz Standort KG: Heidenreichstein             | Der Brunnen aus dem Jahr 1848 hat eine pyramidenbekrönte Mittelsäule. | BDA-Hist.: Q37926295 Status: § 2a Stand der BDA-Liste: 2025-06-30 Name: Brunnen GstNr.: 1384/11                                                                                                  |
| ja   | Datei hochladen | Pest-/Dreifaltigkeitssäule HERIS-ID: 29387 Objekt-ID: 26032                             | Stadtplatz Standort KG: Heidenreichstein             | Die Säule mit bekrönender Figurengruppe stammt aus dem Jahr 1730. Sie ist von Balustraden eingefasst. | BDA-Hist.: Q37926310 Status: § 2a Stand der BDA-Liste: 2025-06-30 Name: Pest-/Dreifaltigkeitssäule GstNr.: 1384/11 Dreifaltigkeitssäule Heidenreichstein                                         |
| ja   | Datei hochladen | Wohnhaus, ehem. Hackerhaus HERIS-ID: 29392 Objekt-ID: 26037                             | Stadtplatz 21 Standort KG: Heidenreichstein          | Die Fassade des Hauses stammt aus der ersten Hälfte des 19. Jahrhunderts. | BDA-Hist.: Q37926341 Status: Bescheid Stand der BDA-Liste: 2025-06-30 Name: Wohnhaus, ehem. Hackerhaus GstNr.: 109                                                                               |
| ja   | Datei hochladen | Wohnhaus HERIS-ID: 29391 Objekt-ID: 26036                                               | Stadtplatz 22 Standort KG: Heidenreichstein          | Das Böhmhaus ist ein mehrgliedriger Bau mit einer in jüngerer Zeit ergänzten Ortsteinmalerei. Das mehrgliedrige Gebäude besitzt einen platzlgewölbten Durchgang zum Kirchenplatz. | BDA-Hist.: Q37926325 Status: Bescheid Stand der BDA-Liste: 2025-06-30 Name: Wohnhaus GstNr.: 108 Böhmhaus Heidenreichstein                                                                       |
| ja   | Datei hochladen | Evang. Pfarrkirche A.B., Erlöserkirche HERIS-ID: 29397 Objekt-ID: 26042                 | Waidhofener Straße 12 Standort KG: Heidenreichstein  | Die evangelisch-lutherische Versöhnungskirche (auch: Erlöserkirche) wurde 1908 als Kaiser-Franz-Joseph-Jubiläumskirche erbaut. Sie hat gekuppelte Spitzfenster und ist durch den laternenbekrönten Turm mit dem ehemaligen Pfarrhof verbunden. Der Bau ist von auf Strebekonsolen vorkragenden Dächern gedeckt. | BDA-Hist.: Q37926395 Status: § 2a Stand der BDA-Liste: 2025-06-30 Name: Evang. Pfarrkirche A.B., Erlöserkirche GstNr.: 1264/3 Versöhnungskirche Heidenreichstein                                 |
| ja   | Datei hochladen | Figur Rolandstorso HERIS-ID: 29373 Objekt-ID: 26016                                     | Standort KG: Heidenreichstein                        | Die Rolandstatue stammt aus dem Jahr 1688. Sie befand sich ursprünglich auf dem Pranger am Hauptplatz, ging jedoch im Laufe der Zeit verloren und wurde erst nach Kriegsende 1945 wiedergefunden. | BDA-Hist.: Q37926207 Status: § 2a Stand der BDA-Liste: 2025-06-30 Name: Figur Rolandstorso GstNr.: 105/3                                                                                         |
| ja   | Datei hochladen | Kath. Pfarrkirche hl. Margareta und ehem. Friedhof HERIS-ID: 29398 Objekt-ID: 26043     | Standort KG: Heidenreichstein                        | Die ursprünglich romanische Saalkirche besitzt einen gotischen Chor. Der barocke Ostturm wurde von 1753 bis 1755 erbaut, außerdem wurde das Langhaus barockisiert. Drei Altarblätter stammen von Julius Schnorr von Carolsfeld. | BDA-Hist.: Q2327799 Status: § 2a Stand der BDA-Liste: 2025-06-30 Name: Kath. Pfarrkirche hl. Margareta und ehem. Friedhof GstNr.: 1, 1384/11 Stadtpfarrkirche Heidenreichstein                   |
| ja   | Datei hochladen | Ortskapelle Motten HERIS-ID: 29410 Objekt-ID: 26055                                     | Standort KG: Motten                                  | Die Kapelle wurde im vierten Viertel des 19. Jahrhunderts erbaut. Der innen flach gedeckte, dreigeschoßige Bau wird von einem Dachreiter mit Pyramidendach bekrönt. Der Altar zeigt klassizistische Formen, ist mit 1884 bezeichnet und verfügt über ein Stickbild der hl. Maria. | BDA-Hist.: Q37926507 Status: § 2a Stand der BDA-Liste: 2025-06-30 Name: Ortskapelle Motten GstNr.: 545/2                                                                                         |
| ja   | Datei hochladen | Kath. Pfarrkirche hl. Johannes der Täufer und Friedhof HERIS-ID: 29411 Objekt-ID: 26056 | Standort KG: Seyfrieds                               | Das romanische Langhaus der Kirche wurde gotisch umgestaltet. Die Kirche wurde von 1950 bis 1953 nach Plänen des Architekten Helmut Schopper mit einem neuen Langhaus mit Chor und Südturm erweitert. | BDA-Hist.: Q20821003 Status: § 2a Stand der BDA-Liste: 2025-06-30 Name: Kath. Pfarrkirche hl. Johannes der Täufer und Friedhof GstNr.: 791, 792, 793/3 Saint John the Baptist Church (Seyfrieds) |
| ja   | Datei hochladen | Bildstock HERIS-ID: 29413 Objekt-ID: 26058                                              | Standort KG: Seyfrieds                               | Der achtseitige Tabernakel-Bildstock stammt aus dem 16./17. Jahrhundert und verfügt über einen erneuerten Aufsatz. | BDA-Hist.: Q37926528 Status: § 2a Stand der BDA-Liste: 2025-06-30 Name: Bildstock GstNr.: 826/1                                                                                                  |
| ja   | Datei hochladen | Faltersäule HERIS-ID: 64910 Objekt-ID: 77687                                            | Standort KG: Seyfrieds                               | Das einfache Granitkreuz hat im Zentrum eine erhaben ausgearbeitete Scheibe. Es wurde 1980 an seinen Standort vor der Westfassade der Pfarrkirche versetzt. | BDA-Hist.: Q38108617 Status: § 2a Stand der BDA-Liste: 2025-06-30 Name: Faltersäule GstNr.: 792                                                                                                  |
| ja   | Datei hochladen | Ortskapelle Thaures HERIS-ID: 29416 Objekt-ID: 26061                                    | Thaures 53 Standort KG: Thaures                      | Die Ortskapelle hl. Leonhard ist ein neugotischer, innen flach gedeckter Bau mit dreiseitiger Apsis, Eckstrebepfeilern und gekehlten Spitzbogenfenstern. Über der Giebelfassade erhebt sich ein Dachreiter mit Pyramidendach, darunter ein Spitzbogentor unter einem romantisierenden Rundbogenfries. | BDA-Hist.: Q37926542 Status: § 2a Stand der BDA-Liste: 2025-06-30 Name: Ortskapelle Thaures GstNr.: 66/2 Ortskapelle Thaures (Gemeinde Heidenreichstein)                                         |